# Strzelin
Strzelin é um município da Polônia, na voivodia da Baixa Silésia e no condado de Strzelin. Estende-se por uma área de 10,34 km², com 16 951 habitantes, segundo os censos de 2019, com uma densidade 1202,7 hab/km².